# 大分中央郵便局
大分中央郵便局（おおいたちゅうおうゆうびんきょく）は、大分県大分市府内町にある郵便局。民営化前の分類では集配普通郵便局であった。局番号は72001。

## 概要
住所：〒870-8799 大分県大分市府内町3-4-18
大分駅前から延びる中央通りと国道197号の交差点の角地近くにある。

### 併設施設
- ゆうちょ銀行大分店（熊本支店大分出張所）：取扱店番号720010

### 分室
分室はなし。かつて存在した分室は以下の通り。
- 郵便分室 - 1948年（昭和23年）に廃止。

## 沿革
- 1872年（明治5年）7月 - 府内（大分市）に郵便役所を設置[1]。なお、当初は郵便取扱所としての設置で、翌年郵便役所となったとする資料もある[2]。
- 1875年（明治8年）1月1日 - 府内郵便局（二等局）となる。翌日より為替取扱を開始。同年5月、大分郵便局に改称[2]。
- 1878年（明治11年）2月 - 貯金取扱を開始[2]。
- 1885年（明治18年） - 電信取扱を開始[2]。
- 1889年（明治22年）7月16日 - 電信局と合併し大分郵便電信局となる[2]。
- 1903年（明治36年）4月1日 - 通信官署官制の施行に伴い大分郵便局となる[2]。
- 1945年（昭和20年）3月 - トキハに間借。
- 1947年（昭和22年）12月11日 - 郵便局で取扱う電話通話事務を除く電話事務を大分電話局に移管[3]。
- 1948年（昭和23年）7月26日 - 大分市中央通から同市大字大分に移転[4]。同日、郵便分室を廃止。
- 1956年（昭和31年）10月11日 - 電話通話および和文電報受付事務の取扱を開始。
- 1987年（昭和62年）7月1日 - 大分中央郵便局に改称。
- 1992年（平成4年）8月3日 - 外国通貨の両替および旅行小切手の売買に関する業務取扱を開始。
- 2000年（平成12年）10月 - 大分県の地域区分局業務を大分東郵便局に移管。
- 2007年（平成19年）10月1日 - 民営化に伴い、併設された郵便事業大分支店、ゆうちょ銀行大分店、かんぽ生命保険大分支店に一部業務を移管。
- 2012年（平成24年）10月1日 - 日本郵便株式会社の発足に伴い、郵便事業大分支店を大分中央郵便局に統合。
- 2018年（平成30年）9月25日 - かんぽ生命保険大分支店が当局から、NS大分ビルに移転[5]。

1960年代頃には、現在地の隣接地（現在大分銀行本店がある場所）に局舎があった。

## 取扱内容

### 大分中央郵便局
- 郵便、印紙、ゆうパック、内容証明
- 生命保険、バイク自賠責保険、自動車保険、がん保険、引受条件緩和型医療保険 - 平日18時まで営業。
- 大分市内の一部地域（市役所本庁管内）の集配業務
- 由布市・玖珠郡内の郵便物等の取集業務管理並びに配達担当局の統括
- ゆうゆう窓口

### ゆうちょ銀行大分店
- 貯金、貸付、為替、振替、振込、国際送金、外貨両替、国債、投資信託、変額年金保険
- ATM

## 周辺
- 大分県庁
- 大分市役所
- 府内城
- 大分文化会館
- 大分銀行本店

## アクセス
- JR大分駅から徒歩約12分
- 大分バス、大分交通バス 竹町（赤れんが通り前・大分銀行前）停留所、もしくは市役所前・合同新聞社前停留所下車
- 大分自動車道 大分ICから北東へ約4km
- 国道197号沿い
- 駐車場あり：18台